# Freddy González (athlétisme)
Pour les articles homonymes, voir Freddy González et González.
Freddy González Fonten (né le 10 juillet 1977 à Cumaná, État de Sucre) est un athlète vénézuélien à la retraite, spécialiste des courses de fond. Il détient actuellement les records du Venezuela du 3 000 mètres en 7 min 49 s 88 (établi le 19 juillet 2003 à Madrid) et du 5 000 mètres en 13 min 22 s 30 (établi le 3 juillet 2004 à San Sebastián). Il représente son pays aux Jeux olympiques d'été de 2004 à Athènes.

## Palmarès

### Jeux d'Amérique centrale et des Caraïbes
- Jeux d'Amérique centrale et des Caraïbes de 1998 à Maracaibo :
  -  Médaille d'or au 5 000 mètres
- Jeux d'Amérique centrale et des Caraïbes de 1998 à San Salvador :
  -  Médaille d'argent au 5 000 mètres

### Championnats d'Amérique centrale et des Caraïbes
- Championnats d'Amérique centrale et des Caraïbes 2001 à Guatemala City :
  -  Médaille d'argent au 1 500 m
  -  Médaille de bronze au 5 000 mètres

### Jeux bolivariens
- Jeux bolivariens de 2001 à Ambato :
  -  Médaille d'or au 1 500 mètres

### Championnats ibéro-américains
- Championnats ibéro-américains 2004 à Huelva :
  -  Médaille d'argent au 5 000 mètres

### Jeux de l'Alliance bolivarienne pour les Amériques
- Jeux de Alliance bolivarienne pour les Amériques 2007 à Caracas:
  -  Médaille d'or au 5 000 mètres